# Moleta de les Canals
La Moleta de les Canals és una muntanya de 1.070 metres que es troba entre els municipis de Paüls, a la comarca del Baix Ebre i d'Horta de Sant Joan, a la comarca de la Terra Alta.
Aquest cim està inclòs al llistat dels 100 cims de la FEEC